# Denis Hamlett
Denis Hamlett (ur. 9 stycznia 1969 w Limón) - były kostarykański piłkarz występujący najczęściej na pozycji obrońcy. Obecnie trener.

## Początki
Hamlett urodził się w Limón w Kostaryce, jednak po rozwodzie swoich rodziców w wieku 10 lat przeniósł się z matką do Nowego Jorku. Ostatecznie razem z rodziną osiadł w Maryland, gdzie uczęszczał do Albert Einstein High School. Zanim zaczął studiować na George Mason University (gdzie został wpisany do tamtejszej Hall of Fame), grał też w uniwersyteckiej drużynie Wilmington Seahawks. W 1992 roku ukończył studia.

## Kariera klubowa
Swoją profesjonalną karierę piłkarską Hamlett rozpoczął 10 czerwca 1992, kiedy podpisał kontrakt z drużyną Fort Lauderdale Strikers. W zespole Strikers występował latem 1992 i 1993. W międzyczasie jesienią 1992 dołączył do futsalowego Harrisburg Heat, grającego w rozgrywkach NPSL. Spędził tu dwa sezony. W latach 1994-1995 25-letni Kostarykanin kontynuował karierę futsalową w Anaheim Splash. W 1996 roku za pośrednictwem MLS Inaugural Player Draft dostał się do grającej w Major League Soccer drużyny Colorado Rapids. Po udarze mózgu spowodowanego przez niedobór białka we krwi postanowił zakończyć karierę.

## Kariera trenerska
W 1997 roku Hamlett uzyskał licencję trenerską, a w roku 1998 dołączył do sztabu szkoleniowego Chicago Fire, gdzie pracował jako asystent. W 2001 roku tę samą funkcję pełnił podczas wizyty Project-40 w Portugalii. 20 czerwca 2007, po dymisji Dave'a Sarachana, Kostarykanin tymczasowo został pierwszym trenerem Chicago Fire, jednak nie zdołał poprowadzić drużyny nawet w jednym miejscu, gdyż funkcję menadżera objął Juan Carlos Osorio. Kiedy Osorio zrezygnował z pracy, Hamlett ponownie został coachem Strażaków. 24 listopada 2009 stracił posadę po tym, jak Chicago Fire odpadło w półfinale play-offów po rzutach karnych z Real Salt Lake i tym samym straciło szansę na zostanie mistrzem USA.